# NGC 1788
NGC 1788 è una nebulosa diffusa osservabile nella costellazione di Orione.
Si individua circa 2 gradi a nord della stella β Eridani, nella parte occidentale della costellazione; ha delle dimensioni relativamente ridotte e può essere osservata con un potente telescopio o nelle foto a lunga posa. La nebulosa riflette la luce delle stelle vicine, in particolare di un astro di decima magnitudine, situata nel settore nordoccidentale della nebulosa. Verso sud, NGC 1788 è attraversata da una banda oscura, nota come LDN 1616; la distanza del complesso nebuloso è stimata sui 1470 anni luce da noi.